# 血浆蛋白
血浆蛋白（英語：plasma proteins）又称血液蛋白（英語：blood proteins），是血浆中的蛋白质，是血液中除了血红蛋白以外的蛋白质。有时也有人用血清蛋白来称呼它，但是血浆蛋白与血清蛋白还是有些细微区别。一般认为血清蛋白缺乏凝血因子（如纤维蛋白原），血浆蛋白则含有凝血因子，但一般差别不大。血液中的血浆蛋白总浓度约为70 g/L～75 g/L。

## 功能
血浆蛋白有着许多不同的功能，包括以下几个方面：
- 维持血浆的胶体渗透压平衡

一般是由血浆清蛋白所决定的，因为清蛋白分子量较小（69 千道爾頓），带负电荷量多，总含量大，浓度高，以至于吸引水分子聚集在其表面，起到维持胶体渗透压的作用。
- 维持血浆的pH值稳定

与血浆蛋白电离后形成蛋白质盐参与形成缓冲对有关。
- 运输作用

血浆蛋白表面有着多种亲脂性结合位点，可以与血浆内的脂溶性物质相结合，协助一起运输到身体内需要的部位。
- 免疫作用

血浆中含有许多种免疫球蛋白，对于胎生的哺乳类动物，存在5种种型，分别是IgA、IgD、IgE、IgG以及IgM。
- 催化作用

主要与血浆蛋白构成的酶有关。
- 营养作用

血浆蛋白还可以参与构成组织蛋白。
- 凝血、抗凝血和纤溶作用（英语：fibrinolysis）

與血浆中的凝血因子参与凝血过程有关，包括纤维蛋白原。